# Gilbert Cette
Pour les articles homonymes, voir Cette.
Gilbert Cette, né le 25 avril 1956 à Paris, est un économiste français, ex-membre du Conseil d'analyse économique (CAE). Il est spécialisé dans l’étude du marché du travail, des temps de travail et de la productivité.

## Biographie

### Jeunesse et études
ll effectue ses études à l'ENSAE, puis obtient un doctorat à l’université Paris 1 Panthéon-Sorbonne. Il obtiendra par la suite une habilitation à diriger des recherches.

### Parcours professionnel
En 1995, il devient professeur associé à l'Université d'Aix-Marseille. Il devient conseiller technique du Ministère du Travail en 1998. Il conserve cette position jusqu'en 2000.  En 2005, il est nommé directeur des analyses macroéconomiques et des prévisions de la Banque de France, avant de devenir directeur des analyses micro-économiques et structurelles.  
Il est membre depuis 2008 du conseil éditorial du Open Economics Journal (un journal avec comité de lecture d'accès libre sur internet),  membre du Comité directeur de l'AFSE (Association française de science économique) depuis 2006, membre du comité d’orientation de la revue de vulgarisation Problèmes économiques (Paris) depuis 2004, et enfin membre du comité de rédaction de la revue Futuribles (Paris) depuis 1993.
En 2009, il est nommé membre du groupe d'experts sur le SMIC. En 2012-2013 il a présidé l'AFSE (Association Française de Science Économique)
Depuis août 2017, il préside le Groupe d'experts sur le SMIC, nommé par le gouvernement et chargé d'émettre chaque année des recommandations sur l'évolution du SMIC. 
Il est chroniqueur au quotidien Les Échos.
En 2022, il devient professeur à Neoma Business School.[réf. souhaitée]
Il est nommé président du Conseil d'orientation des retraites en Conseil des ministres le 31 octobre 2023, en remplacement de Pierre-Louis Bras. Pour Libération, sa nomination « confirme la tendance d'Emmanuel Macron à promouvoir des proches à la tête des autorités ou organismes publics censés être indépendants ».

## Prises de position
En 2008, il est co-auteur avec Pierre Cahuc et André Zylberberg d'un rapport critique contre le salaire minimum qui selon Laurent Mauduit, reprend « les thèses réactionnaires d'un Denis Olivennes ou d'un Alain Minc »
Lors de l'élection présidentielle française de 2012, il signe l'appel des économistes en soutien au candidat François Hollande en raison de « la pertinence des options [proposées], en particulier pour ce qui concerne la reprise de la croissance et de l'emploi ». 
En 2015, dans une note pour le think tank Terra Nova, il appelle à « réformer le droit du travail », préfigurant, selon Libération, la loi El Khomri de 2016 et les ordonnances Macron de 2017. 
Lors de l'élection présidentielle française de 2017, il apporte son soutien à Emmanuel Macron.
En décembre 2020, le groupe d'experts sur le smic qu'il préside recommande au gouvernement « de s’abstenir de tout coup de pouce sur le smic au 1er janvier 2021 ». Ce comité souligne que, dans un contexte de récession exceptionnelle, la protection de l'emploi doit primer sur l'amélioration du pouvoir d'achat.
Il soutient en 2023 la réforme des retraites du gouvernement, qui repousse notamment l'âge de départ à la retraite, estimant qu'il s'agit d'une « réforme très sociale ».
Dans une tribune parue le 14 octobre 2024 sur le site internet du magazine Challenges, il renouvelle son appel à ne pas indexer les salaires sur l'inflation. Selon lui, une telle mesure peut être assimilée à « une atteinte au droit fondamental à la négociation collective », augmenterait la dette publique et le taux de chômage.

## Récompenses
- Prix de l'économiste de l'année 1996, catégorie « Aide à la décision publique : emploi »
- Prix Zerilli-Marimo 2014 de l'Académie des sciences morales et politiques pour l'ouvrage Changer de modèle

## Publications

### Rapports et livres
- 2024 : Travailleur (mais) pauvre. Inégalités et lutte contre la pauvreté laborieuse, éd. De Boeck supérieur.
- Travail et changements technologiques. De la société de l’usine à celle du numérique, avec Jacques Barthélémy, éd. Odile Jacob, 2021
- 2018 : Le Bel Avenir de la croissance. Leçon du XXe siècle pour le futur, avec Antonin Bergeaud & Remy Lecat, éd. Odile Jacob.
- 2017 : Travailler au XXIe siècle. L'ubérisation de l'économie ?, avec Jacques Barthélémy, éd. Odile Jacob.
- 2011 : Le Partage de la valeur ajoutée, avec Philippe Askenazy & Arnaud Sylvain, Paris, La Découverte, coll. « Repères ».
- 2010 : « Refondation du droit social : concilier protection du travail et efficacité économique », avec Jacques Barthélémy, rapport du Conseil d'analyse économique[14].
- 2007 : Les Leviers de la croissance française, avec Philippe Aghion, Élie Cohen et Jean Pisani-Ferry, rapport du Conseil d'analyse économique, n° 72, La Documentation française, décembre 2007.
- 2007 : Productivité et croissance en Europe et aux États-Unis, éd. La Découverte[15]
- 2007 : « À propos du contrat unique » (en collaboration avec Jacques Barthélemy et Pierre-Yves Verkindt), in Le Contrat de travail, Centre d’études de l’emploi (éd.), La Découverte, coll. « Repères », pp. 107-118.
  - Également dans La Semaine juridique, n° 6, 6 février 2007, pp. 3-4.
- 2004 : « Productivité et croissance » (en collaboration avec Patrick Artus), rapport du Conseil d’analyse économique, n° 48, La Documentation française.
- 1994 : Temps de travail modes d'emploi, vers la semaine de quatre jours ? (en collaboration avec Dominique Taddei) éd. La Découverte, coll. « Textes à l'appui/économie ».

### Articles

#### Dans des revues académiques
- 2008 : « Réforme du droit social et efficacité économique » (en collaboration avec Jacques Barthélemy), Revue française d'économie, vol.  XXIII, octobre, pp. 57-88.
- 2005 : « A Comparison of Structural Productivity Levels in the Major Industrialised Countries » (en collaboration avec Renaud Bourles), OECD Economic Studies, n° 41, pp. 75-107.
- 2002 : « Croissance économique et diffusion des TIC : le cas de la France sur longue période (1980-2000) » (en collaboration avec Jacques Mairesse et Yusuf Kocoglu), Revue française d’économie, vol. XVI, janvier, pp. 155-192.
- 1996 : « Coût du travail et emploi des jeunes » (en collaboration avec Philippe Cuneo, Didier Eyssartier et Jérôme Gautié), Observations et diagnostics économiques, revue de l'OFCE, n° 56, janvier, pp. 45-72.
- 1992 : « Dynamique des capacités de production et durée d'utilisation des équipements : comportements des entreprises industrielles » (en collaboration avec Corinne Godin), Revue d'économie industrielle, n° 62, 4e trimestre, pp. 66-81.
- 1986 : « Durée d'utilisation des équipements et réduction du temps de travail : approche microéconomique » (en collaboration avec Michel Catinat et Dominique Taddei), Revue d'économie politique, 96e année, n° 2, pp. 147-176.
- 1983 : « Degrés d'utilisation des facteurs et demande d'investissement et de travail », Revue économique, Vol. 34, n° 4, juillet, pp. 756-793.

#### Dans des revues de vulgarisation
- 2007 : « Contrat de travail, sécurisation des parcours professionnels et efficacité économique » (en collaboration avec Jacques Barthélemy et Pierre-Yves Verkindt), La Semaine juridique, n° 7, 13 février, pp. 3-5.
- 2007 : « Europe-États-Unis : qui est le plus productif ? », Alternatives économiques, n° 260, juillet-août, pp. 76-77.
- 2006 : « Le partage des fruits de la croissance », Futuribles, n° 321, juillet-août, pp. 105-111.
- 2005 : « Productivité : les États-Unis distancent l’Europe dans les années 1990 », Problèmes économiques, n° 2870, 2 mars, pp. 12-20.